# Walter Kenrick Fisher
Walter Kenrick Fisher (1er février 1878 - 2 novembre 1953) est un zoologiste américain, biologiste de l'évolution, illustrateur et peintre. Il enseigne à l'Université Stanford avant de devenir professeur émérite de zoologie jusqu'à sa retraite en 1943. Fisher est le fils de l'ornithologue Albert Kenrick Fisher.

## Taxon nommé en son honneur
Le poisson-ange Centropyge fisheri ( Snyder, 1904), l'hippocampe de Fisher ( Hippocampus fisheri ), le crinoïde Parametra fisheri (Clark, 1908), les étoiles de mer Nepanthia fisheri Rowe & Marsh, 1982, Astroceramus fisheri Koehler, 1909, le chiton Callistochiton fisheri WH Dall, 1919 et le sous-genre du ver d'arachide Fisherana Stephen, 1965 ont tous été nommés en l'honneur de Fisher.